# يوروكوبتر إي سي 145
يوروكوبتر إي سي 145 (بالإنجليزية: Eurocopter EC 145)‏ هي مروحية خفيفة متعددة الاستعمالات مزودة بمحركين تصنعها شركة يوروكوبتر. عرفت أولا باسم بي كاي 117 سي2 (BK 117 C2)، وهي مبنية على طراز بي كاي117 سي1 (BK117 C1) الذي أصبح جزء من خط إنتاج شركة يوروكوبتر في عام 1992 عندما تم تشكيل الشركة من خلال الاندماج قسم Messerschmitt-Bölkow-Blohm الخاص بالمروحيات التابع لشركة ديملر – بنز وقسم المروحيات في شركة Aérospatiale-Matra. إن EC 145 هي مروحية ثنائية المحرك وبإمكنها حمل حتى 9 ركاب بالإضافة إلى اثنين من أفراد الطاقم وذلك وفقا لمواصفات الزبائن. وهي مخصصة لنقل الركاب، والنقل، وخدمات الشركات، والخدمات التدخل الطبي الطارئ (EMS)، والبحث، والإنقاذ.

## التطوير
أتت مروحية إي سي 145 نتيجة التعاون الوثيق بين شركتي يوروكوبتر وكاوازاكي للصناعات الثقيلة بهدف زيادة مساحة المقصورة ووزن الإقلاع لطراز بي كاي 117 سي2, بالإضافة إلى تحديث أجهزة ملاحة بي كاي 117 من الأنظمة المطورة لطراز إي سي 135. وقد اختيرت الطائرة من قبل هيئة الدفاع والدفاع المدني الفرنسي لتنفيذ مهمات الإنقاذ الجوية في ديسمبر 1997 حيث بلغ حجم الصفقة التي تم من خلالها شراء 32 مروحية مليار فرنك فرنسي. وانهت أول مروحية كاي 117 سي2 رحلتها الأولى في دوناوفورته (بالألمانية: Donauwörth) في 12 يونيو 1999 كما تم بناء النموذج الأولي الثاني للمروحية في مصنع كاوازاكي في غيفو.
وأطلقت يوروكوبتر لقب إي سي 145 على الطراز الجديد بعد تصميمها للنموذج الأولي الثالث في أبريل 2000, كما حصلت على شهادة السلامة من قبل Luftfahrt-Bundesamt الألمانية ومكتب الطيران المدني الياباني في ديسمبر 2000. وعُرضت مروحية إي سي 145 في معرض باريس الجوي في عام 2001 وتلقت بإثرها على المزيد من الطلبات المدنية. وحصلت أيضا على شهادة السلامة من وكالة الطيران الفدرالية الأمريكية في فبراير عام 2002 كما تم عرضها في معرض Heli-Expo في أورلاندو، فلوريدا في نفس العام.

## التصميم

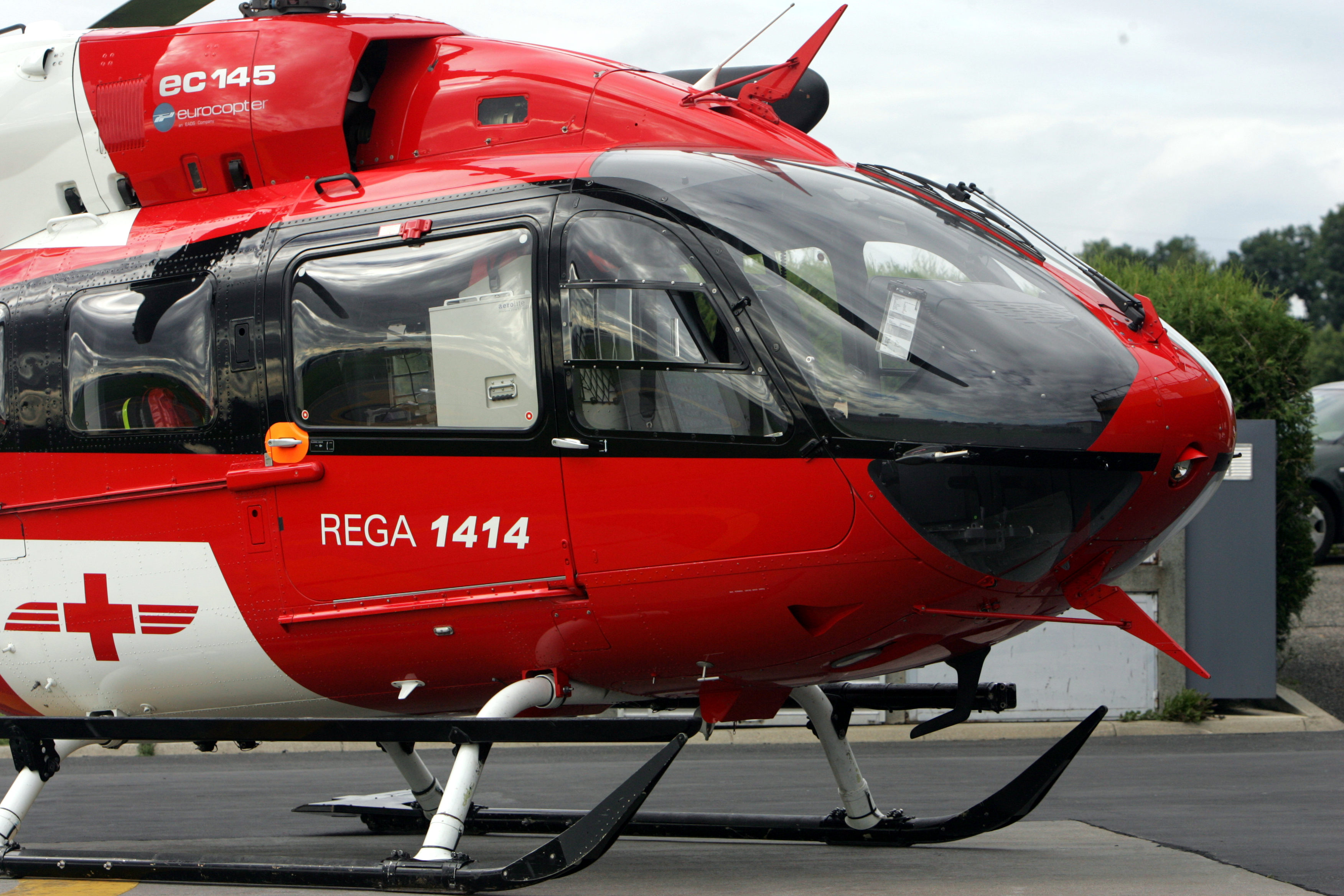
مقصورة المروحية إي سي 145.

تتصف إي سي 145 بمساحة مقصورة أكبر من سابقتها مروحية BK 117 C1 حيث زادت المساحة الداخلية بمقدار 46 سم طولاً و13 سم عرضًا، ما أدى إلى زيادة حجم المقصورة بمقدار 1.0 متر مكعب (36.6 قدم مربع) ليصبح 6.0 متر مكعب (213.2 قدم مربع). أما التعديلات الأخرى التي طرأت على الطراز القديم فإنها تشمل زيادة وزن الإقلاع الأقصي، وزيادة المدى الذي تم تحقيقه بعد تطوير شفرات الدوران المصنوعة من مواد مركبة المبنية على شفرات طراز EC 135. وهي مربوطة إلى نظام شفرات بلا مفصلات مع محور من التيتانيوم الموحد ويتم تشغيلها عن طريق محركي Turboméca Arriel 1E2 turboshaft. وتتسع المقصورة إلى 8 أو 9 أشخاص كما أنها تتمتع بأرضية مستوية يمكن الولوج إليها من كلا الجانبين بالإضافة إلى الدخول من خلف المروحية. وتتألف المقصورة الزجاجية بالكامل من نظام اللتحكم بالعرض الطيراني MEGHAS Thales Avionics مع شاشات مصفوفات كريستالية فعالة.
ويتسع ترتيب المقصورة لطيار أو طياريين مع 8 ركاب أو 9 ركاب. أما تنظيم EMS لإخلاء الجرحى فيمكنه حمل مريضين مع 3 أشخاص من الطاقم الطبي. كما يمكن تزويد المروحية بطوافات طوارئ ورافعات إنقاذ ومصابيح بحث وخطاف تحميل ومعدات متخصصة لمتطلبات العمليات الأخرى.

## تاريخ التشغيل
هيئة الدفاع والدفاع المدني الفرنسية بالإضافة إلى الشرطة الفرنسية وشرطة هيسي الحكومية الألمانية أول من قام بتشغيل المروحية إي سي 145 عندما استلموا الدفعة الأولى من المروحية في أبريل 2002. وتحطمت إثنتان من مروحيات الدفاع المدني منذ تاريخ تسليمهما، وواحدة ضاعت أثناء عملية إنقاذ على جبل آربيزون في البيرينيه الفرنسية في 20 يوليو 2003 والأخرى تحطمت أثناء تدريبات الشرطة للإنقاذ بالقرب من غارفارنييه في البيرينيه في 5 يونيو 2006 وخسارة 3 ارواح.
في عام 2006 تم اختيار (UH-145) النسخة العسكرية من إي سي 145 لبرنامج المروحيات ذات الاستخدامات الخفيفة في الجيش الأمريكي متغلبة على 3 مروحيات أخرى. وشمل العرض تزويدهم بـ 345 مروحية مع مواصفات اختيارية لطائرات إضافية. وبلغ حجم الصفقة الإجمالي (بما في ذلك الخدمة والصيانة) قرابة 3 مليارات دولار أمريكي.
وقد أطلق قسم الدفاع الأمريكي التابع للجيش الأمريكي لقب يو إتش - 72 لاكوتا (UH-72 Lakota) على المروحيات الـ 345. وتم تسليم أول مروحية UH-72A في ديسمبر 2006.

## المواصفات العامة
الخصائص العامة
- الطول:  ()
- باع الجناح:  ()
- الارتفاع:  ()

الأداء